# 彩虹小馬：小馬國女孩—彩虹搖滾
《彩虹小馬：小馬國女孩－彩虹搖滾》（英語：My Little Pony: Equestria Girls – Rainbow Rocks）是美國－加拿大動畫影集《彩虹小馬：友情就是魔法》的系列電影，為前作《彩虹小馬：小馬國女孩》的續集。與前作相同，本作依然以人類世界的坎特拉高中作為背景，時間軸則在動畫的四至五季之間；片中人類世界的蘋果嘉兒、珍奇、碧琪、柔柔和雲寶组成了名为“彩虹搖滾”的樂團，準備参加坎特拉高中的音樂會，但這時卻出現由三名新的學生組成的新樂團“閃耀姐妹”，在她們的挑撥之下，學校的學生們都開始爭吵起來，原來她们是被星璇白鬍智者放逐到人類世界的海妖塞壬（Sirens），靠人们的爭鬥產生的負面能量补充力量。為了拯救一團混亂的學校，五名同伴與改邪歸正的落日霞光決定請小馬國的好友紫悅公主再次來到人類世界，加入她們的樂團並一起對抗閃耀姐妹。

## 角色

### 主要角色
- 紫悅公主（Princess  Twilight  Sparkle）

配音員：美國：Tara Strong、Rebecca Shoichet（歌）
本片與本系列主角，是一隻薰衣草色身體的神駒族小馬，擁有出色的魔法能力。本片中透過落日霞光的聯繫再次來到人類世界，與人類好友並肩作戰。
在彩虹搖滾樂團中擔任主唱。
- 穗龍（Spike）

配音員：美國：Cathy Weseluck
是一隻紫色與綠色相間的幼龍，紫悅的助理，擔負著紫悅與宇宙公主的傳訊工作。於本作中再次隨同紫悅來到人類世界。
在人類世界會變成一隻狗。
- 落日霞光 （Sunset Shimmer）

配音員：美國：Rebecca Shoichet
橙色身體，火紅色棕毛的獨角獸，後來到了人類世界並變成人。第一集的大反派，被紫悅等人擊敗後改邪歸正 ，並成為她們的好友，但因為過往的作為，似乎被學校的其他學生排擠。
她透过宇宙公主的魔法笔记與紫悅取得聯繫，在本片後段，她使陷入內鬨的彩虹搖滾樂團再次取得團結，並在最後成為樂團的一員。

#### 彩虹搖滾樂團
由紫悅在人類世界的五名好友組成的樂團，五名成員的名字與個性與小馬國的五隻小馬對應，因為曾經與元素結合而擁有在演奏音樂時變身(Pony Up)的能力。
值得一提的是，在本作末段決賽時，六位主角變身後髮色細節部分和開頭時不太一樣
- 雲寶（Rainbow Dash）

配音員：美國：Ashleigh Ball
藍皮膚彩紅色頭髮，男孩子氣的女生，運動萬能，是校內所有運動社團的社長。擔任樂團中的電吉他手
- 蘋果嘉兒（AppleJack）

配音員：美國：Ashleigh Ball
貝斯手，橘色皮膚，帶牛仔帽的女生，個性直爽真誠。
- 碧琪（Pinkie Pie）

配音員: 美國：Andrea Libman、Shannon Chan-Kent（歌）
爵士鼓手，粉紅色膚色的女生，個性活潑又無厘頭，在校內負責活動的規畫。
- 柔柔（Fluttershy）

配音員: 美國：Andrea Libman
淡黃色皮膚的女生，個性膽小羞怯。十分關心流浪動物，經常在校園發放保護動物的傳單，樂團裡的鈴鼓手。
- 珍奇（Rarity）

配音員：美國：Tabitha St. Germain、Kazumi Evans（歌）
白皮膚紫髮的女生，和小馬世界的珍奇一樣喜愛服裝設計，擔任Keytar手。
根據官方小故事《Player Piano》所述，原本她打算演奏鋼琴，但在碧琪建議之下改用Keytar。

### 反派

#### 閃耀姐妹
由三名新學生組成的團體，真實身分是過去被星璇白鬍智者放逐到人类世界的海妖塞壬，在目睹落日霞光惡魔化及被淨化的過程後，便煽動全高中競爭，慫恿宇宙校長將坎高音樂會改為音樂競賽。原型來自海妖和孩之寶的80年年代動畫芙蓉仙子的反派組合The Misfits。三名成員分別為：慢板耀炫、烈焰永歎、奏鳴幽光。
劇中最後敗於彩虹搖滾樂團，此後動向不明。
- 慢板耀炫、艾達琪（Adagio Dazzle）

配音員：美國：Kazumi Evans、Shylo Sharity（歌）、台灣：劉如蘋
本片終極大反派之一
閃耀姐妹的團長兼主唱，人類型態為黃皮膚橘色捲髮的女生，海妖型態為黃色。個性強勢並充滿計謀，負責海妖三人組的所有計畫。
劇中一開始提到似乎滿喜歡人類世界。
- 烈焰永歎 、艾瑞斯（Aria Blaze）

配音員：美國：Diana Kaarina、台灣：
本片終極大反派之一
閃耀姐妹的團員及合音，人類型態為淡紫色皮膚、紫藍相間雙馬尾的女生，海妖型態為紫色。個性介於慢板耀炫和奏鳴幽光中間，經常因為奏鳴幽光的無厘頭發言而和她鬥嘴。
- 奏鳴幽光 、索納塔（Sonata Dusk）

配音員：美國：Marÿke Hendrikse、台灣：
本片終極大反派之一
閃耀姐妹的團員及合音，人類型態為淡藍色皮膚、水藍色馬尾的女生，海妖型態為水藍色。個性是海妖三人中最單純的，對塔可餅和果汁調飲充滿狂熱。

### 重要配角
- 黑膠刷盤（Vinyl Scratch）

又名DJ小馬，坎特拉高中的學生，白色皮膚藍色頭髮的女生，個性奔放的電子音樂DJ，紫色太陽眼鏡和散亂毛髮是其最突出的特徵，在官方小故事《Guitar Cenetred》中提及她任職於某間樂器行。
由於戴著耳機成為學校裡少數沒被海妖控制的人，在最終決戰時提供主角們音響支援，是本集中很關鍵的角色。
- 崔西（Trixie Lulamoon）

配音員：美國：Kathleen Barr
本片亦正亦邪反派，後棄暗投明
坎特拉高中的學生，藍皮膚淡藍頭髮女生，個性與她的對應小馬一樣驕傲，第一人稱的用語不是「我」而是「偉大又超神的崔西（Great and Powerful Trixie，其中Trixie會拉長音）」。
是樂團“崔西和迷幻樂團”的主唱，在音樂競賽中打進四強，不過由於閃耀姐妹從中作梗，在準決賽中敗給彩虹搖滾樂團。後為了報復而用計將主角們關在舞台下方，但當時行為主要是受到海妖所煽動，其實本性不壞只是好勝心較強。
在官方小故事《Guitar Cenetred》中提及她曾為了和雲寶爭奪一把雙吉他而展開演奏對決。
- 閃電衛兵（Flash Sentry）

配音員：美國：Vincent Tong
橘膚深藍髮色的男生，坎特拉高中的學生之一，對紫悅頗有好感，在紫悅於秋季舞會離開後常來打探紫悅的事情。
在害羞尷尬的時候很容易撞到牆。
於本作中因為遭到閃耀姐妹的歌聲洗腦，因此曾對紫悅惡言相向。在樂團大賽中敗於閃耀姐妹，於四強賽止步。
- 宇宙校長 （Principal Celestia）

配音員：美國：Nicole Oliver
坎特拉高中的校長，是膚色與宇宙公主相近的女子。
於本作中因為遭到閃耀姐妹的歌聲洗腦，因此批准了樂團大戰的舉行。
行事作風相當溫和穩健，即便是遭到洗腦亦是如此。
- 月亮副校長 （Vice-principal Luna）

配音員：美國：Tabitha St. Germain
坎特拉高中的副校長，是宇宙校長的妹妹。

### 背景角色
在劇中有許多和小馬世界對應的角色做為背角角色出現過，外觀上的顏色多半和小馬世界裡的體色相近。
- 蘋果麗麗（Apple Bloom）

配音員：美國：Michelle Creber
在小馬世界裡是蘋果嘉兒的妹妹，人類世界裡的她是坎特拉高中的學生之一，在劇中並未多作描寫。
樂團可愛軍團的成員之一。
- 史卡特（Scootaloo）

配音員：美國：Madeleine Peters
蘋果麗麗和貝兒的朋友，在劇中並未多作描寫。
樂團可愛軍團的成員之一。
- 貝兒（Sweetie Belle）

配音員：美國：Claire Corlett、Michelle Creber（歌）
在小馬世界裡是珍奇的妹妹，人類世界裡的她是坎特拉高中的學生之一，在劇中並未多作描寫。
樂團可愛軍團的成員之一。
- 蒂亞拉（Diamond Tiara）

配音員：美國：Chantal Strand
坎特拉高中的學生之一，和銀湯匙是朋友。
- 銀湯匙（Sliver Spoon）

配音員：美國：Shannon Chan-Kent
坎特拉高中的學生之一，和蒂亞拉是朋友。
- 麥托什（Big Macintosh）

配音員：美國：Peter New
劇中的背景角色之一，和小馬世界的麥托什一樣有“沒錯”（Eeyup）的口頭禪。
- 史密夫婆婆（Granny Smith）

配音員：美國：Tabitha St. Germain
劇中出現過的背角角色之一，似乎是坎特拉高中學生餐廳的負責人。
- 菲尼斯（Photo Finish）

配音員：美國：Tabitha St.Germian
坎特拉高中的學生之一，擅長攝影。
- 小呆/馬芬（Derpy Hooves/Muffins）

配音員：美國：Tabitha St. Germain
坎特拉高中的學生之一，和小馬世界的她一樣有著眼睛左右不對稱的特徵。
- 巴克（Bulk Biceps）

配音員：美國：Jayson Thiessen、Michael Dobson（後期）
坎特拉高中的學生之一，和小馬世界的他一樣有著一身壯碩的肌肉，於本作中表演小提琴獨奏，八強賽時敗於The Rainbooms。
- 提琴姬/奧特莉亞（Octavia Melody）

配音員：美國：Kazumi Evans
坎特拉高中的學生之一，善於演奏大提琴，但在樂團大戰中首戰就敗於彩虹搖滾樂團，於本片中第一次有對白。
- 萊菈心弦（Lyra Heartstrings）

配音員：美國：Ashleigh Ball
坎特拉高中的學生之一，在樂團大戰中與糖糖搭檔表演鋼琴四手聯彈，於八強賽中被崔西和迷幻樂團淘汰出局。
- 甜心糖糖/邦邦（Sweetie Drops/Bon Bon）

坎特拉高中的學生之一，在樂團大戰中與萊拉搭檔表演鋼琴四手聯彈，於八強賽中被崔西和迷幻樂團淘汰出局。
- 小淘氣、蝸蝸（Snips & Snails）

配音員：美國：Lee Tockar(Snips)、Richard Ian Cox(Snails)
坎特拉高中的學生，傻里傻氣的二人組，於本作中搭擋表演RAP，但是在首戰就敗在巴克的小提琴獨奏之下。
- 胡言、亂語（FLim and Flam）

配音員：美國：Scott McNeil、Samuel Vincent
雙胞胎兄弟檔的推銷員，在官方小故事《A case of base》中提及青蘋果奶奶曾誤將蘋果嘉兒的貝斯賣給了他們，但在朋友們的幫助下，蘋果嘉兒最後成功贖回自己的貝斯。

## 原聲帶
| 曲序     | 曲目                               | 词曲                               | Performer(s)                                                | 时长  |
| -------- | ---------------------------------- | ---------------------------------- | ----------------------------------------------------------- | ----- |
| 1.       | Rainbow Rocks                      | Daniel Ingram                      | The Rainbooms                                               | 1:40  |
| 2.       | Better Than Ever                   | Daniel Ingram & Meghan McCarthy    | The Rainbooms                                               | 1:35  |
| 3.       | Under Our Spell                    | Daniel Ingram & Meghan McCarthy    | The Dazzlings                                               | 1:51  |
| 4.       | Tricks Up My Sleeve                | Daniel Ingram & Meghan McCarthy    | Trixie and the Illusions                                    | 2:06  |
| 5.       | Shake Your Tail                    | Amy Keating Rogers & Daniel Ingram | The Rainbooms                                               | 1:59  |
| 6.       | Welcome to the Show                | Daniel Ingram & Meghan McCarthy    | The Dazzlings, the Rainbooms, Sunset Shimmer, and Ensemble  | 4:37  |
| 7.       | Awesome as I Want to Be            | Daniel Ingram & Meghan McCarthy    | Rainbow Dash and the Rainbooms                              | 1:16  |
| 8.       | Let's Have a Battle (of the Bands) | Daniel Ingram & Meghan McCarthy    | The Dazzlings and Ensemble                                  | 2:52  |
| 9.       | Shine Like Rainbows                | Daniel Ingram                      | The Rainbooms, Sunset Shimmer, and the Equestria Girls cast | 2:35  |
| 10.      | Music to My Ears (Bonus Track)     | Daniel Ingram                      | DJ Pon-3                                                    | 1:45  |
| 总时长： | 总时长：                           | 总时长：                           | 总时长：                                                    | 22:16 |

## 外部連結
- 官方网站
- 互联网电影数据库（IMDb）上《My Little Pony: Equestria Girls – Rainbow Rocks》的资料（英文）
- 爛番茄上《彩虹小馬：小馬國女孩—彩虹搖滾》的資料（英文）
- Metacritic上《My Little Pony: Equestria Girls – Rainbow Rocks》的資料（英文）